# Rosema dealbata
Rosema dealbata är en fjärilsart som beskrevs av Paul Dognin 1901. Rosema dealbata ingår i släktet Rosema och familjen tandspinnare. Inga underarter finns listade.